# Калікіно (Липецька область)
Калікіно (рос. Каликино) — село у Добровському районі Липецької області Російської Федерації.
Населення становить 2959  осіб. Належить до муніципального утворення Каликинська сільрада.

## Історія
З 13 червня 1934 до 26 вересня 1937 року у складі Воронезької області, у 1937-1954 роках — Рязанської області. Відтак входить до складу Липецької області.
Згідно із законом від 2 липня 2004 року №114-оз органом місцевого самоврядування є Каликинська сільрада.

## Населення
| 1959 | 2002  | 2009  | 2010  |
| ---- | ----- | ----- | ----- |
| 5707 | ↘3382 | ↘3309 | ↘2959 |